# آب‌پران

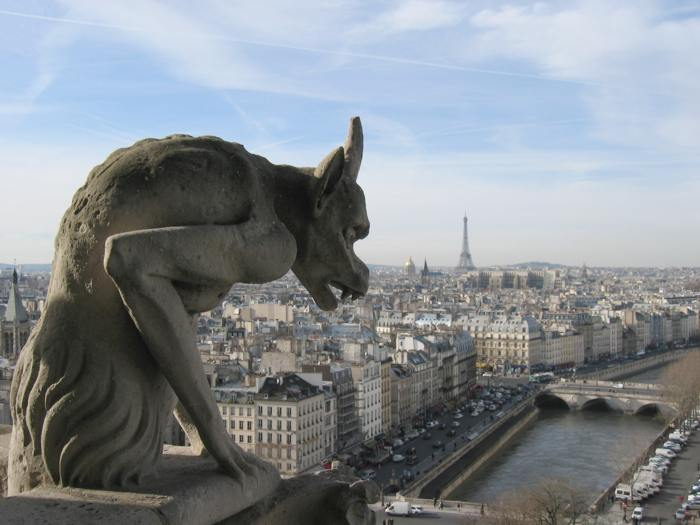
چشم‌انداز پاریس از فراز نگارخانه شیمر.

در معماری سنتی اروپایی و ژاپنی گاه در پایان ناودان‌ها یا فواره‌ها مجسمه‌های کوچکی به شکل جانوران زشت‌چهره یا دهان باز یک جانور یا صورتکی زشت درست می‌کنند که در معماری به آن آب‌پَران یا دهانه‌اَژدَر گفته می‌شود. آب‌پران‌ها معمولاً شکل صور عجایب به خود دارند.
آب در این حالت به‌جای آنکه در جوی‌های خیابان بریزد از بالای ساختمان‌ها و از دهانه ناودان‌ها فوران می‌کند. آب‌پران‌ها را به گونه‌ای می‌سازند که انگار آب از دهان موجودات عجیب به بیرون می‌پاشد.

## نگارخانه

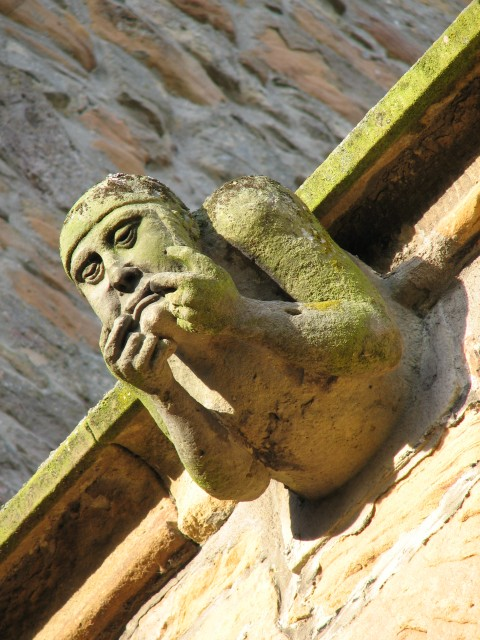
یک غول‌شیر در کلیسای سنت پاتریک، فلگستف آریزونا
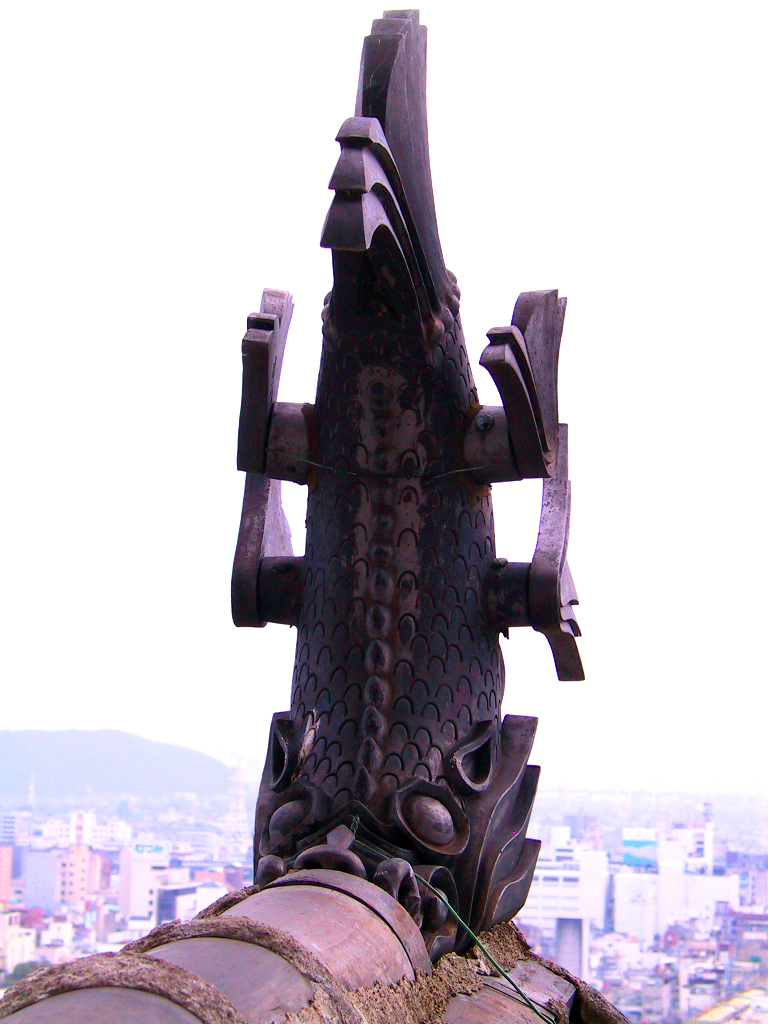
یک آب‌پران ژاپنی برای تزئین قصر هیمجی
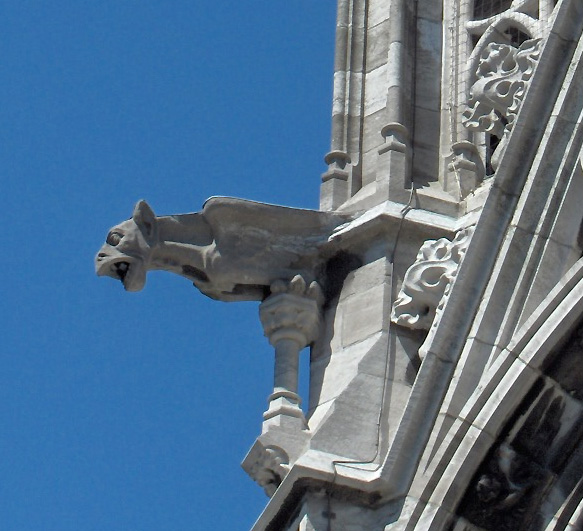
آب‌پران در کلیسای سنت‌پتروس و سنت‌پائولوس، اوستنده، بلژیک
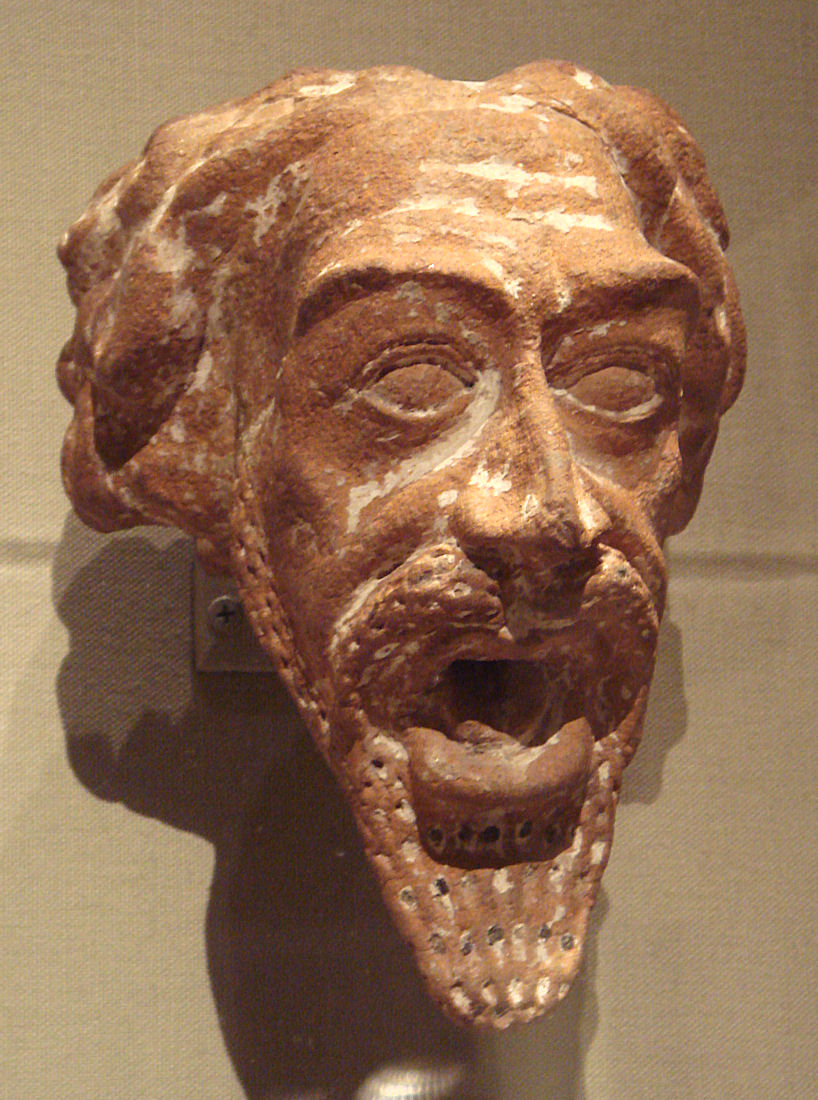
آب‌پران ایرانی (دوره اشکانیان) متأثر از معماری یونانی